# Pete Trewavas
Peter Trewavas (nascut el 15 de gener de 1959, Middlesbrough, North Yorkshire, Anglaterra) és un músic anglès. Va entrar a Marillion el 1982 com a baixista, substituint a Diz Minnitt, i ocasionalment fa cors i toca la guitarra acústica.
Tot i que va néixer a Middlesbrough, Trewavas va passar molta part de la seva infantesa a la ciutat de Buckinghamshire d'Aylesbury. Fou a Aylesbury on va estar involucrat en diverses bandes, assolint un cert èxit amb The Metros, abans no va entrar a formar part de Marillion.
Tot i seguir sent membre de Marillion, en els darrers anys també forma part del supergrup de rock progressiu Transatlantic. El 2004, Trewavas va co-fundear un altre grup, anomenat Kino, amb John Mitchell (Arena), John Beck (It Bites) i Chris Maitland (ex-Porcupine Tree).
El 2011, Pete Trewavas es reuneix amb el seu vell amic Eric Blackwood per formar el duo Edison's Children. El nou projecte va ser dissenyat com una sortida creativa per a Trewavas (que habitualment sempre a gravat en un format de banda tocant el baix o la guitarra acústica), on pot també tocar la guitarra solista, pot cantar, programar percussions i teclats, així com tenir el total control creatiu sobre la composició i producció del disc. L'àlbum conceptual de 72 minutes "In The Last Waking Moments..." és sobre un home que lluita per entendre si un recent estrany succés és real o és un descens cap a la bogeria, va veure la llum l'11 de setembre del 2011.
Amb el projecte Edison's Children també edita el single "A Million Miles Away (I Wish I Had A Time Machine)". La cançó debuta a la ràdio comercial americana al Juny del 2012 i al Setembre entra al FMQB U.S. Commercial Radio Top 40, on hi roman 10 setmanes (i s'està al Top 100 per 25 setmanes) assolint el #32.
Edison's Children ha fet aparicions en directe a Montreal (Canadà), Wolverhampton (Anglaterra) i Port Zelande (Països Baixos obrint les actuacions del "Brave" de Marillion durant el Marillion Weekend 2013 Weekend. A Mont-real el concert va ser gravat i editat com a cara B del seu EP-single "In the Last Waking Moments...".
Edison's Children ha editat el seu segon treball "The Final Breath Before November" el 13 de desembre del 2013, i és un àlbum conceptual sobre el sobrenatural i l'armagedó. Compta amb Jakko Jakszyk (King Crimson), John Mitchell (It Bites, Arena) i Robin Boult (Fish).
Trewavas també ha aparegut al Prog Aid, un projecte benèfic per a recaptar diners per les víctimes del tsunami que l'any 2004 va assolar les costes de l'oceà Índic.
Trewavas també ha aparegut com a músic convidat al disc The Difference Machine, editat per la banda britànica de rock progressiu Big Big Train el 2007.
Tot i ser principalment baixista, Trewavas també és conegut per escriure parts de teclat amb Transatlantic, i per tocar la guitarra acústica a cançons de Marillion, especialment a "Faith" i a "Now She'll Never Know".

Pete Trewavas fa servir:

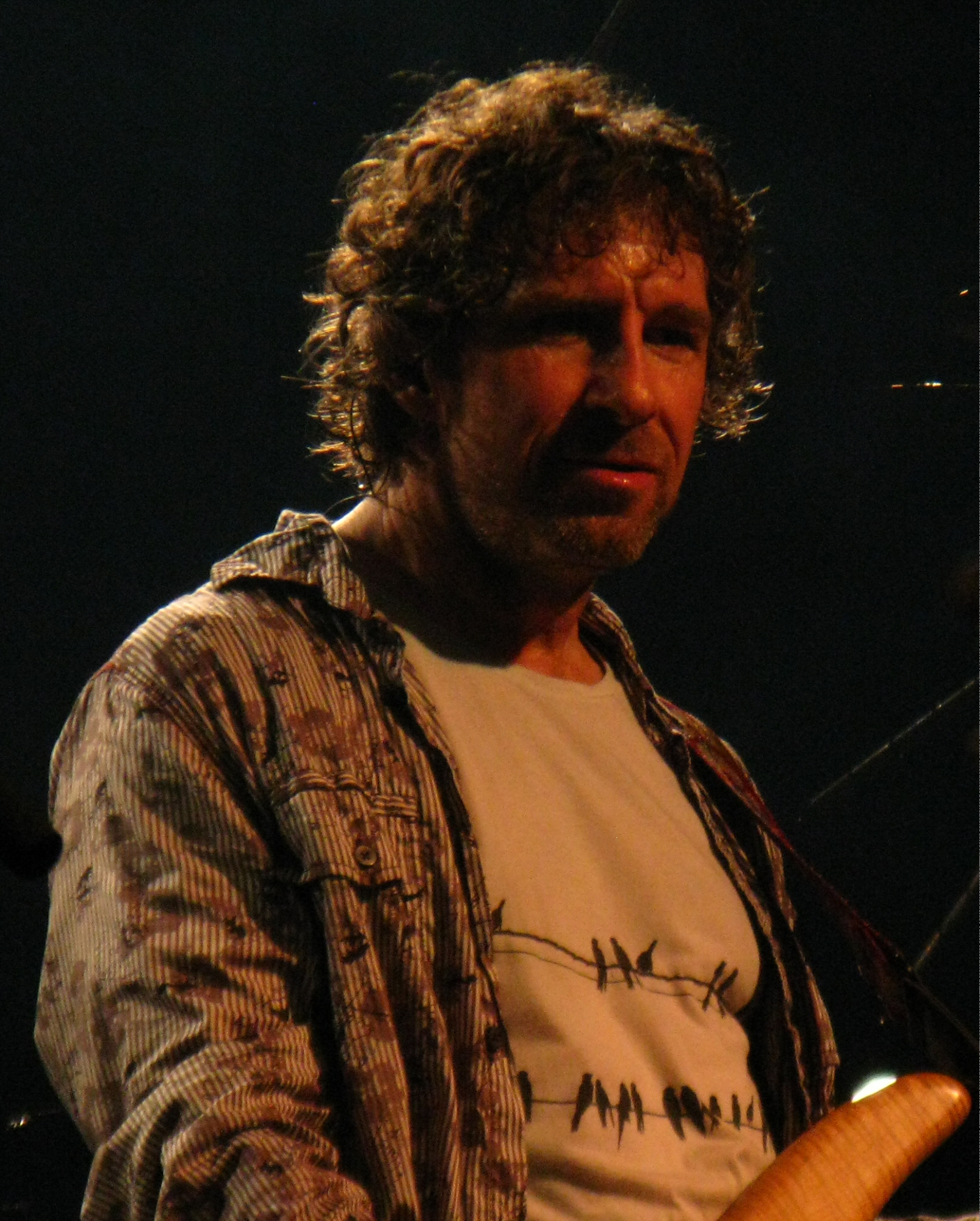
Trewavas de gira amb Transatlantic (2010)

- Laney Amplification and Ibanez Bass Guitars
- Laney B2 power amp & cabinets
- Laney RWB300 Combo
- Ibanez RDB Bass
- Fender Precision Bass
- Fender Jazz Bass
- Squier Precision Bass
- Squier Jazz Bass
- Rickenbacker 4080
- Elites stadium series 45-105 strings
- TC Electronic D-Two multi-tap rhythm delay processor
- Various Boss effects pedals: Delay, EQ, Chorus, Distortion, Octaver
- Sennheiser wireless system
- Roland PD5 Bass Pedals Controller

Trewavas és aficionat al futbol, i seguidor del Manchester United F.C.